# Suknia z Trewiru

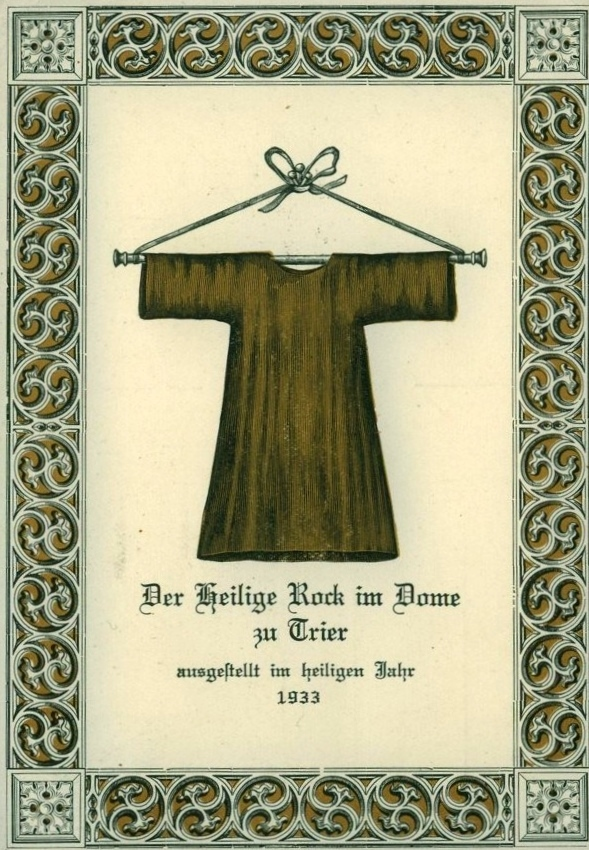
Ilustracja Sukni z Trewiru z 1933

Suknia z Trewiru (Święta Suknia, Święta Tunika) – suknia, którą zgodnie z chrześcijańską tradycją miał na sobie Jezus Chrystus podczas krzyżowania. Suknia jest przechowywana w Katedrze w Trewirze w Niemczech. Jest to rodzaj fałdzistej koszuli, o długich rękawach. Długość na przodzie wynosi 1,48 m, na plecach 1,57 m, dolna szerokość 1,09 m.

## Historia
Pochodzenie sukni opisane jest w Ewangelii św. Jana:

Żołnierze zaś, gdy ukrzyżowali Jezusa, wzięli Jego szaty. [...] Wzięli także tunikę. Tunika zaś nie była szyta, ale cała tkana od góry do dołu. Mówili więc między sobą: «Nie rozdzierajmy jej, ale rzućmy o nią losy, do kogo ma należeć». Tak miały się wypełnić słowa Pisma: Podzielili między siebie szaty, a los rzucili o moją suknię. To właśnie uczynili żołnierze.

Po wydaniu Edyktu Mediolańskiego przez cesarza Konstantyna, papież Sylwester I podarował mu i jego matce Św. Helenie jedną z najcenniejszych zachowanych relikwii – szatę męczeńską Jezusa. Trafiła ona do Trewiru, w którym cesarz i matka rezydowali.

## Badania naukowe
Ostatni raz zbadano tę tkaninę w 1890 r. Według pomiarów, osoba nosząca szatę powinna mieć 180 cm wzrostu. Zgadza się to z badaniami Całunu Turyńskiego, który wskazuje na wysokość 181 cm.

## Znaczenie
Obok Całunu Turyńskiego, Chusty z Manopello i Sudarionu z Oviedo jest jedną z najważniejszych relikwii chrześcijaństwa. Wobec rozbieżnych opinii co do jej autentyczności, hierarchia kościelna uznaje ją za „relikwię dotykową drugiego stopnia”, nie będącą jednak odzieniem Zbawiciela.